# Тур Польши (женский)
Тур Польши (фр. Tour de Pologne) — шоссейная многодневная велогонка, проходившая по территории Польши с 1998 по 2016 год.

## История
Гонка была создана в 1998 году и сразу вошла в Женский мировой шоссейный календарь UCI. До 2008 года проводилось ежегодно, после чего в её истории наступил длительный перерыв.
Спустя 8 лет в 2015 году было анонсировано возрождение гонки которое состоялось в 2016 году. После этого гонка больше не проводилась.
Маршрут гонки включал от 4 до 6 этапов, один из которых мог быть в формате индивидуальной гонки.

## Призёры
| Год  | Победитель         | Второй                   | Третий               |
| ---- | ------------------ | ------------------------ | -------------------- |
| 1998 | Ханка Купфернагель | Сюзанн Юнгског           | Санна Лехтимяки      |
| 1999 | Юдит Арндт         | Дженни Алгелид-Бенгтссон | Валентина Герасимова |
| 2000 | Лада Козликова     | Николь Брендли           | Патрисия Хемпель     |
| 2001 | Кристина Беккер    | Лада Козликова           | Дорис Пош            |
| 2002 | Валентина Карпенко | Анита Вален              | Ноэми Кантеле        |
| 2003 | Татьяна Стяжкина   | Валентина Полханова      | Ольга Слюсарева      |
| 2004 | Татьяна Гудерцо    | Мая Влощовская           | Богумила Матусяк     |
| 2005 | Богумила Матусяк   | Ольга Хаева              | Тереза Гуржикова     |
| 2006 | Богумила Матусяк   | Грете Трейер             | Паулина Бжезна       |
| 2007 | Кирстен Вилд       | Грете Трейер             | Штефани Гаумнитц     |
| 2008 | Сара Мустонен      | Александра Бурченкова    | Лисбет Де Вохт       |
| 2016 | Йоланда Нефф       | Флавия Оливейра          | Татьяна Рябченко     |
| 2024 | Laura Molenaar     | Скарлетт Союрен          | Katarzyna Wilkos     |
| 2025 |                    |                          |                      |